# Севенн (національний парк)
Національний парк Севéнн (фр. Parc national des Cevennes) — національний парк Франції, займає площу  913 км². 
Парк створено в 1970 році, він знаходиться в гірській місцевості на півдні Франції. Гірська система входить до складу Центрального масиву. Місцеві гори відрізняються вивітрюваністю, а також великою кількістю реліктових видів тварин. Місцева флора і фауна характеризуються великою кількістю видового складу та його рідкістю. Саме це і послужило створенню у цьому місці національного парку. 1985 року парк отримав статус біосферного заповідника ЮНЕСКО.
Природоохоронна територія займає чи не весь регіону Лозер, також до неї входить і частина регіону Гар. У територіальному плані парк складається з двох частин: центральної заповідної зони, де обмежена будь-яка господарська діяльність, а також периферійної зони, де розташовано багато колоритних сіл. Відвідування цієї зони доступне всім охочим.

## Рослинний світ
У межах парку зафіксовано приблизно 2250 видів вищих судинних рослин. Рослини є представниками різних природних зон. Це стало можливо через те, що територія парку Севен знаходиться в трьох кліматичних зонах: з океанічним, континентальним і з середземноморським кліматом. Іншими особливостями даної території є значна різноманітність ґрунтів, а також значний діапазон висот (від 378 до 1702 м над рівнем моря). 
Значну територію в парку займають альпійські луки Мон-Лозер, що з висотою змінюються торфовищами, а вище розташовані гірські пустки. Із заходу гірський масив переходить у луки й степи, із півдня домінують скелі і долини з багатою субтропічною флорою. Також велике поширення в парку, в тому числі і на південній його стороні, отримали букові, дубові і каштанові ліси. Загальна площа лісових масивів в парку близько 58 047 га.
Особливій охороні на території національного парку Севен підлягають 81 вид рослин,що ростуть там, у тому числі і 33 види рідкісних рослин із загальнофранцузького списку.

## Тваринний світ
Тваринний світ національного парку Севен також досить різноманітний, — як мінімум 2420 видів тварин, примітно, що у складі фауни парку представлено близько 45% всієї хребетної фауни країни. Серед них 824 видів комах, 89 видів ссавців, 208 видів птахів, 24 види риб тощо. Саме в Севен можна зустріти тварин, які вже більше ніде у Франції та й у всій Західній Європі не зустрічаються — муфлон, бобер і видра, лангусти, скопи тощо.

## Туризм
В цілому на території Севен прокладено близько 380 км пішохідних і велосипедних стежок, та близько 120 км водних маршрутів. Для любителів альпінізму в парку передбачено можливості здійснювати сходження, як правило, підкорюють тут дві вершини: Егуаль (Mont Aigoual, 1565 м) і Фіньель (Pic de Finiels, 1699 м), сходження на них вважаються досить легкими. Серед улюблених туристами місць парку можна відзначити і грот Трабі, що є печерою завдовжки 1200 м, яку прикрашають понад 100 тис. химерних сталагмітів.
Інформаційний офіс парку Севен розташовано в замку Флорак (фр. Florac), також діє і локальні офіси в містечках Ле-Пон-де-Монвер (фр. Le Pont de Montvert), Женольяк (фр. Genolhac), Валлерог (фр. Valleraugue) і Ле-Віган (фр. Le Vigan). Більш докладно познайомитися з флорою, фауною і в цілому з історією національного парку Севен можна в екологічних музеях Кос, Севен і Мон-Лозер (Ле-Пон-де-Монвер).
Дістатися до національного парку можна двома автострадами: Париж — Клермон-Ферран — Ним і Безьє — Мійо — Клермон-Ферран.